# 113213 Marcoolmo
113213 Marcoolmo este o planetă minoră (asteroid) din centura de asteroizi. A fost descoperită pe 6 septembrie 2002 la  de Campo Imperatore Near-Earth Object Survey⁠(d). 
Obiectul prezintă o orbită caracterizată de o semiaxă mare de 2,7242559626023 UAi, o excentricitate de 0,16858670836809, o înclinație de 7,3697912405482 ° în raport cu ecliptica.